# Misza Marwin
Misza Marwin (ukr. Міша Марвін), właściwie Michaił Marwin (ros. Михаил Марвин) (ur. 15 lipca 1989 w Czerniowcach) – ukraiński piosenkarz i autor piosenek.

## Życiorys

### Młodość
Urodził się i wychował w Czerniowcach na Bukowinie. Po ukończeniu szkoły w 2006 roku zdecydował zamieszkać w stolicy Ukrainy w Kijowie, gdzie poświęcił swoje życie show-biznesowi. Misza ukończył Państwową Akademię Kultury i Sztuki na wydziale muzykologii.
Przez cały czas Marwin aktywnie próbował swoich sił w tworzeniu własnych tekstów do piosenek, a także był zaangażowany w działalność muzyczną. Michaił został zaproszony do nowego boys-bandu, chłopcy z grupy tworzyli piosenki, które według Miszy były bezpretensjonalne, lecz mimo tego były puszczane w radiostacjach. Grupa nakręciła także kilka wideoklipów, pierwszy klip grupy Суперпесня, kosztował ich zaledwie 300 dolarów. Jakiś czas później boys-band został rozwiązany.
Po powrocie do Akademii, Marwin został wyrzucony z trzeciego roku, jako że nie pojawiał się na egzaminach. Michał znalazł pracę w klubie karaoke, gdzie także promuje swoje teksty do piosenek. Misza napisał piosenkę Скромным быть не в моде, którą zaśpiewała rosyjska piosenkarka i fotomodelka Hanna.

### Kariera muzyczna
W 2013 roku zapoznał się z producentem muzycznym Black Star Inc. – Pawłem Kurianowym. Ich spotkanie doprowadziło do długotrwałej współpracy. Od samego początku piosenkarz tworzył teksty dla Natana i Mota np.: Кислород, którą Mot zaśpiewał wraz z ukraińską grupą Nu Virgos. Zatem kompozytor współtworzył razem z Jegorem KreeD'em jego wszystkie albumy.
Przez dwa lata Misza Marwin śpiewał i sam. Pierwszym zrealizowanym pomysłem, który miał mu pokazać, że może i też być piosenkarzem była kompozycja Ну, что за дела. Początkowo planował zrobić to w duecie z DJ Kanem, lecz sławny raper Timati, usłyszawszy jego piosenkę, zdecydował dołączyć do pary, czym powstało trio.
Później już razem z DJ Kanem wypuścił utwór Стерва, a ze swoim przyjacielem Motem napisał kompozycję А может?!. W środku lata 2016 roku Marwin postanowił wydać własną piosenkę Ненавижу, przy czym nakręcono do niej wideoklip, piosenka szybko stała się popularna, mniej więcej przez dwa tygodnie teledysk do tejże piosenki obejrzało więcej niż milion osób.

## Piosenki
- 2010 – Суперпесня
- 2015 – Ну, что за дела
- 2016 – А может?!
- 2016 – Стерва
- 2016 – Ненавижу